# Bartramidula globosa
Bartramidula globosa är en bladmossart som beskrevs av Brotherus 1904. Bartramidula globosa ingår i släktet Bartramidula och familjen Bartramiaceae. Inga underarter finns listade i Catalogue of Life.